# SciFiNow
SciFiNow es una revista británica publicada cada cuatro semanas por Kelsey Publishing Ltd en el Reino Unido, que cubre los géneros de ciencia ficción, terror y fantasía. Se lanzó en abril de 2007. La revista presenta programas de televisión de género, películas y cultura del pasado, presente y futuro, incluidas listas de televisión. 
En 2010, SciFiNow ganó el premio a la «Mejor revista» en la ceremonia del Premio Fantasy Horror en Orvieto, Italia.